# Lotus Europa
La Lotus Europa è una coupé GT a 2 porte con motore centrale, realizzata dall'industria automobilistica inglese Lotus Cars dal 1966 al 1975; in totale ne furono costruite circa 9300.
A partire dal 2006 la Lotus ha riutilizzato lo storico nome per una nuova auto, derivata dalla piattaforma della Elise: la Europa S ha avuto meno fortuna dell'antenata ed è uscita di produzione nel 2010.

## L'Europa originaria (1966-1975)
Il progetto ebbe origine nel 1963 con i disegni dell'allora direttore della Lotus Engineering Ron Hickman (che era stato anche tra i creatori della Lotus Elan), i quali costituivano una proposta per un'auto da competizione per la Ford. Ma il progetto vincente risultò essere quello della Lola Racing Cars, anche per via del fatto che il fondatore della Lotus Colin Chapman voleva che l'auto portasse il nome Lotus, mentre Henry Ford II sosteneva che avrebbe dovuto includere il nome Ford. Chapman scelse quindi di utilizzare il design aerodinamico di Hickman (che presentava un coefficiente di penetrazione aerodinamica, ancora notevole al giorno d'oggi, di 0.29) come base per il modello di produzione dell'Europa. Originariamente doveva essere realizzata per sostituire la Lotus 7 che, tuttavia, rimase in produzione fino al 1973.
L'auto era costruita secondo la filosofia minimalista del fondatore della Lotus Colin Chapman: presentava infatti la stessa soluzione progettuale della Lotus Elan, il "backbone chassis", ovvero un telaio costituito da un elemento portante centrale in acciaio scatolato che sostiene il motore e le sospensioni e che contiene al suo interno la trasmissione. La carrozzeria era costituita da pannelli in fibra di vetro incollati al telaio.
L'Europa è stata la prima auto non da competizione con motore centrale ad essere stata prodotta in serie e si basava su un prototipo costruito per Henry Ford II che voleva un'auto che potesse correre alla 24 Ore di Le Mans agli inizi degli anni sessanta.
L'Europa è stata progettata e realizzata per essere l'incarnazione della filosofia di Chapman sul design delle automobili: "Semplificare, quindi aggiungere leggerezza". Le sospensioni erano tutte a bracci indipendenti, col telaio posteriore a forma di Y, molto simile a quello delle auto di Formula 1 di quell'epoca. Esclusi gli sportelli, il cofano e il bagagliaio, il corpo della vettura era tutto un'unica unità in fibra di vetro.
L'estrema maneggevolezza dell'Europa portò i giornalisti del tempo a descriverla come la vettura da strada più vicina ad una Formula 1.

### Series 1 (Type 46)
L'Europa Series 1 o S1 (anche conosciuta come Lotus Type 46) fu messa in vendita nei mercati del continente europeo il 20 dicembre del 1966. Le prime furono consegnate in Francia nel febbraio del 1967, vendute col nome di Lotus Europe. Per la S1 si scelse di adottare il motore Renault 16 1470 cm³ e un cambio a quattro rapporti.  Il motore era una versione modificata da 82 CV (61 kW) (contro i 
52 CV (39 kW) della versione normale). Si scelse di ruotare il motore e il cambio di 180° per montarli in posizione longitudinale centrale. La S1 pesava 686 kg e aveva una velocità massima di 180 km/h. Fuori dal comune era poi, considerata la tecnologia degli pneumatici dell'epoca, il fatto che con quest'auto si riuscissero a raggiungere 0.9 g (8 m/s²) di accelerazione laterale. 
Della primissima e pura serie S1 furono costruiti soltanto 296 esemplari. Della versione S1A e S1B (che presentavano già cambiamenti tipici della versione S2), furono costruite 342 unità.
Soltanto i primi 296 esemplari della Europa erano caratterizzati da elementi estremamente minimalistici (finestrini laterali chiusi, sedili fissi) e dalla costruzione dello chassis in vetroresina completamente chiuso e costruito in un pezzo unico intorno al telaio. Questi modelli sono i più rari sul mercato.

### Series 2 (Type 54)

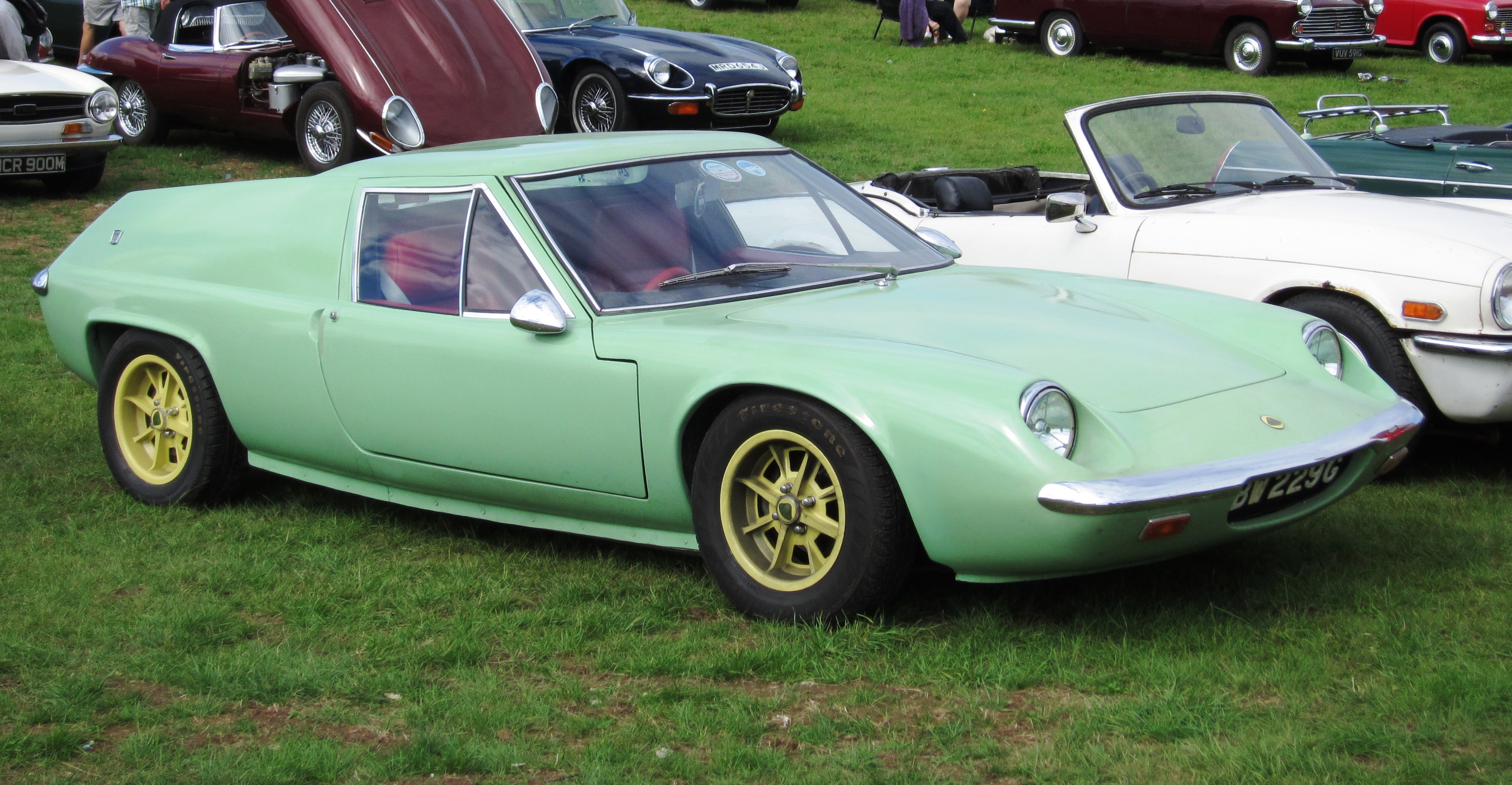
Lotus Europa S2 1968

L'Europa S2, o Type 54, fu introdotta nell'aprile del 1968. Presentava lo stesso motore Renault della Type 46, ma offriva alcune migliorie, come alzacristalli elettrici, sedili completamente regolabili, e una plancia di comando in legno lavorato. Su richiesta delle industrie assicuratrici, Lotus dovette cambiare le giunzioni del telaio dal collante a resina ai più tradizionali bulloni.
Un piccolo numero di Type 54 furono modificate per essere "federalizzate", ovvero renderle adatte per l'esportazione negli Stati Uniti.

### Series 2Federal(Type 65)
Nel 1969 nacque la Type 65 o S2 Federal con ulteriori cambiamenti a telaio, scocca e motore necessari per rispettare gli standard statunitensi. Tra gli altri aggiornamenti, la cilindrata del motore Renault fu incrementata a 1565 cm³ dai precedenti 1470 cm³. La velocità massima era di 187 km/h. Ne vennero prodotti 3,615 esemplari.

### Twin Cam e Special (Type 74)

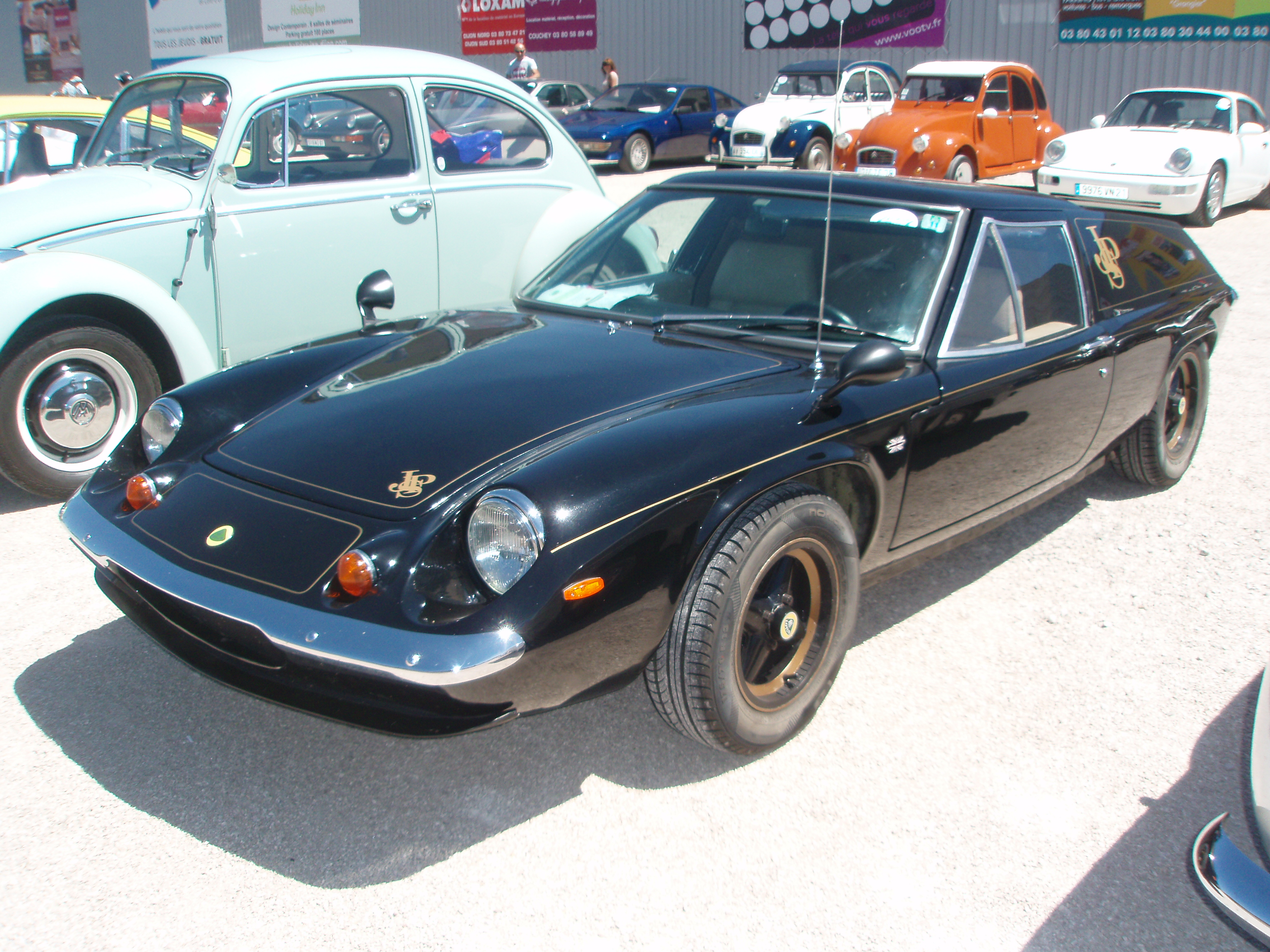
Lotus Europa "John Player Special"

Nel 1971 la Type 74 Europa Twin Cam fu presentata al pubblico, con un motore 115 CV (78 kW) 1558 cm³ "big valve" Lotus-Ford Twin Cam, un nuovo cambio Renault a 4 rapporti (Type 352) ed una nuova scocca per migliorare la visibilità posteriore. Mike Kimberley fu scelto come capo ingegnere del progetto Europa TC.
1,580 auto furono vendute come Europa Twin Cam prima che la Lotus passasse ad un motore da 126 CV (94 kW) aspirato con carburatori Dell'Orto/Weber e aggiungesse un cambio Renault a 5 rapporti (Type 365), chiamando la nuova versione Europa Special. Questa vettura pesava 740 kg (1631 lb) e aveva una velocità massima di 198 km/h.  Furono costruite un totale di 3,130 Europa Special. 
Per onorare le vittorie degli anni 1972 e 1973 in Formula 1 furono realizzate alcune Europa commemorative, tra cui anche una nella celebre livrea John Player Special.

### L'Europa sulle piste: la Type 47 e la Type 62

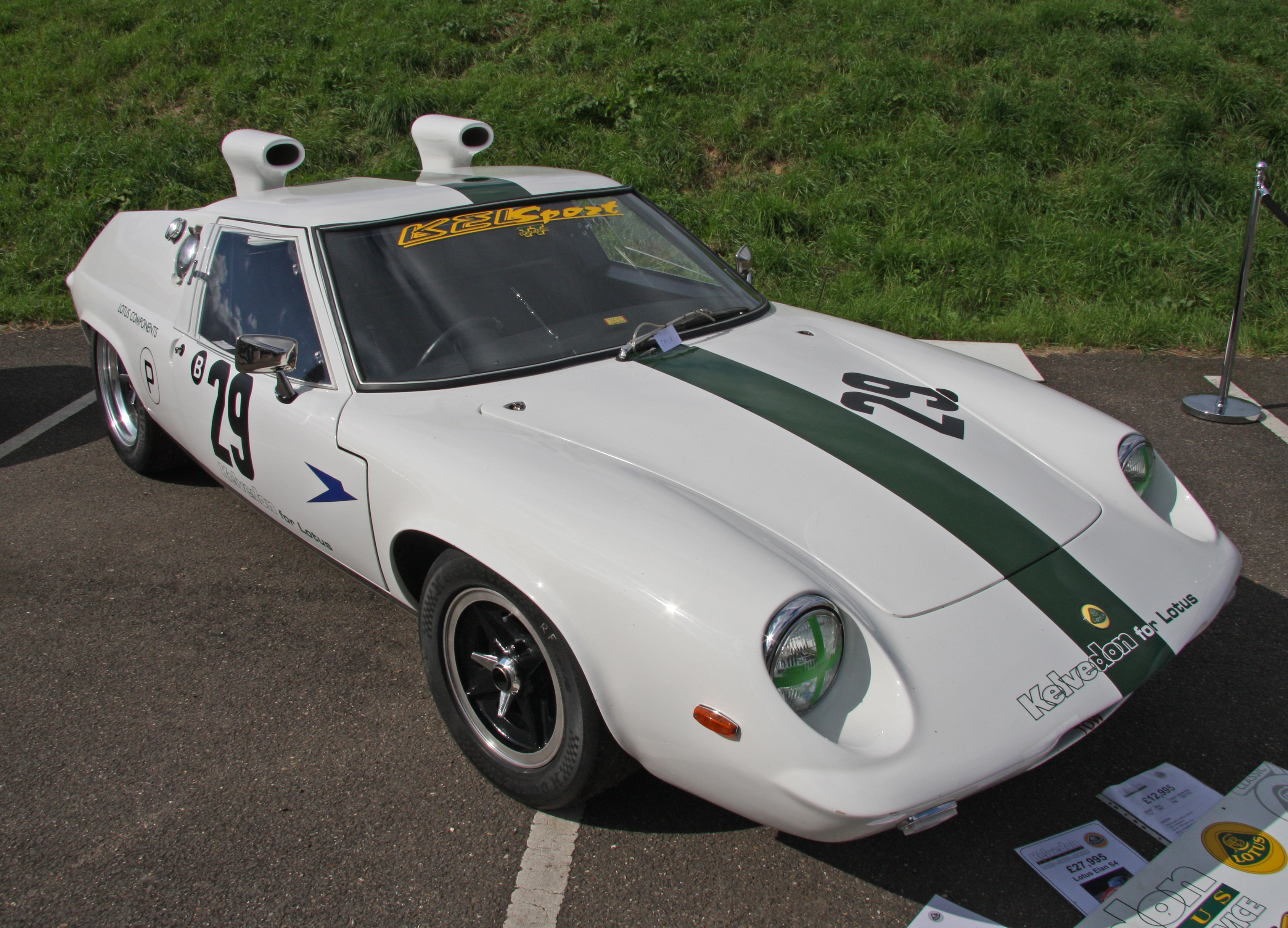
Un esemplare di Lotus 47, nota con il nome di Snorkel Car

Nel 1966, mentre la Type 46 (S1) era ancora in vendita, il Team Lotus utilizzava nelle competizioni la Type 47, una Europa modificata per la pista, dotata di un motore DOHC da 165 CV (123 kW) 1594 cm³ Lotus/Ford/Cosworth, che utilizzava un blocco Cosworth e di un cambio Hewland FT 200 a 5 rapporti. La Type 47 viene ricordata orgogliosamente per aver conquistato il primo e secondo posto (guidata da John Miles e Jackie Oliver rispettivamente) nella prima gara a Brands Hatch il 26 dicembre di quell'anno. Si calcola che 55 Type 47 furono costruite tra il 1966 e il 1970.
Due prototipi da gara, basati sull'Europa e denominati Type 62, furono costruiti nel 1969. Per avere un'Europa stradale con un motore DOHC si dovette però attendere fino alle Type 74 del 1971.

### L'Europa originaria oggi
L'Europa (più precisamente, un modello modificato) è ancora in produzione oggi, non sotto il marchio Lotus, ma da Banks/Europa Engineering, azienda che produce auto che mantengono l'aspetto e la filosofia dell'Europa originale. I motori vanno dai 1.6 Vauxhall, ai V6 Alfa Romeo.

## L'Europa del XXI secolo (2006-2010)

### Europa S (Type 121)

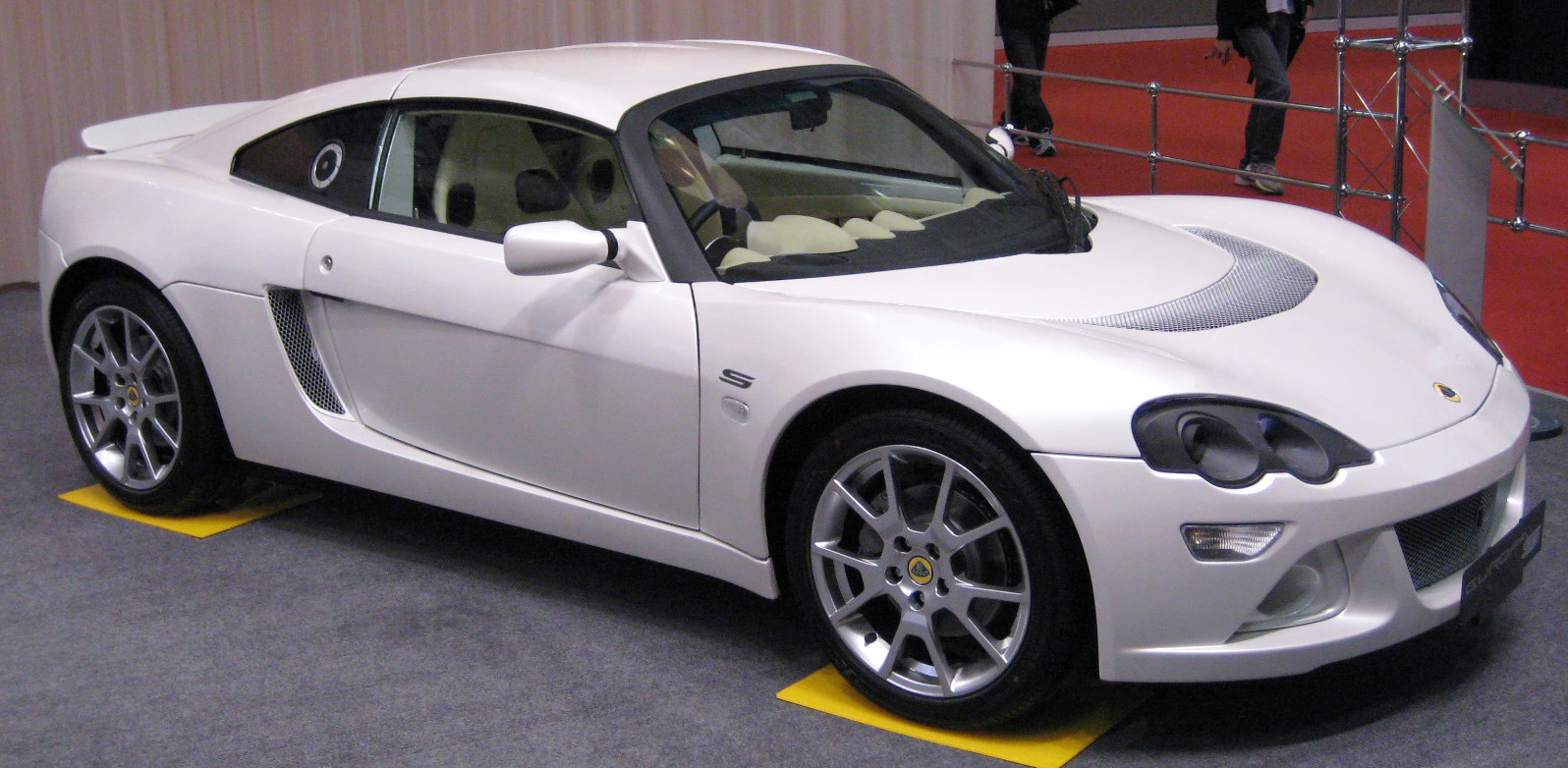
Lotus Europa S (2006)

Negli ultimi mesi del 2005 la Lotus presentò una nuova sportiva che portava lo stesso nome della fortunata progenitrice.
L'Europa S venne presentata ufficialmente al Salone Internazionale dell'Auto di Ginevra 2006 e la produzione cominciò nel luglio 2006. Basata sul telaio in estrusi di alluminio della Lotus Elise con lievi modifiche, era dotata di un motore da 2.0 L turbo, di provenienza Opel in grado di produrre 197 CV/147 kW a 5,400 rpm, con una coppia massima di 272 N·m a 5,400 rpm. Secondo i dati diramati dalla casa è in grado di raggiungere i 100 km/h in 5.8 secondi e una velocità massima di 230 km/h. Tuttavia, nonostante le buone impressioni riportate dalla stampa, le vendite dell'Europa S stentarono a decollare.

### Europa SE

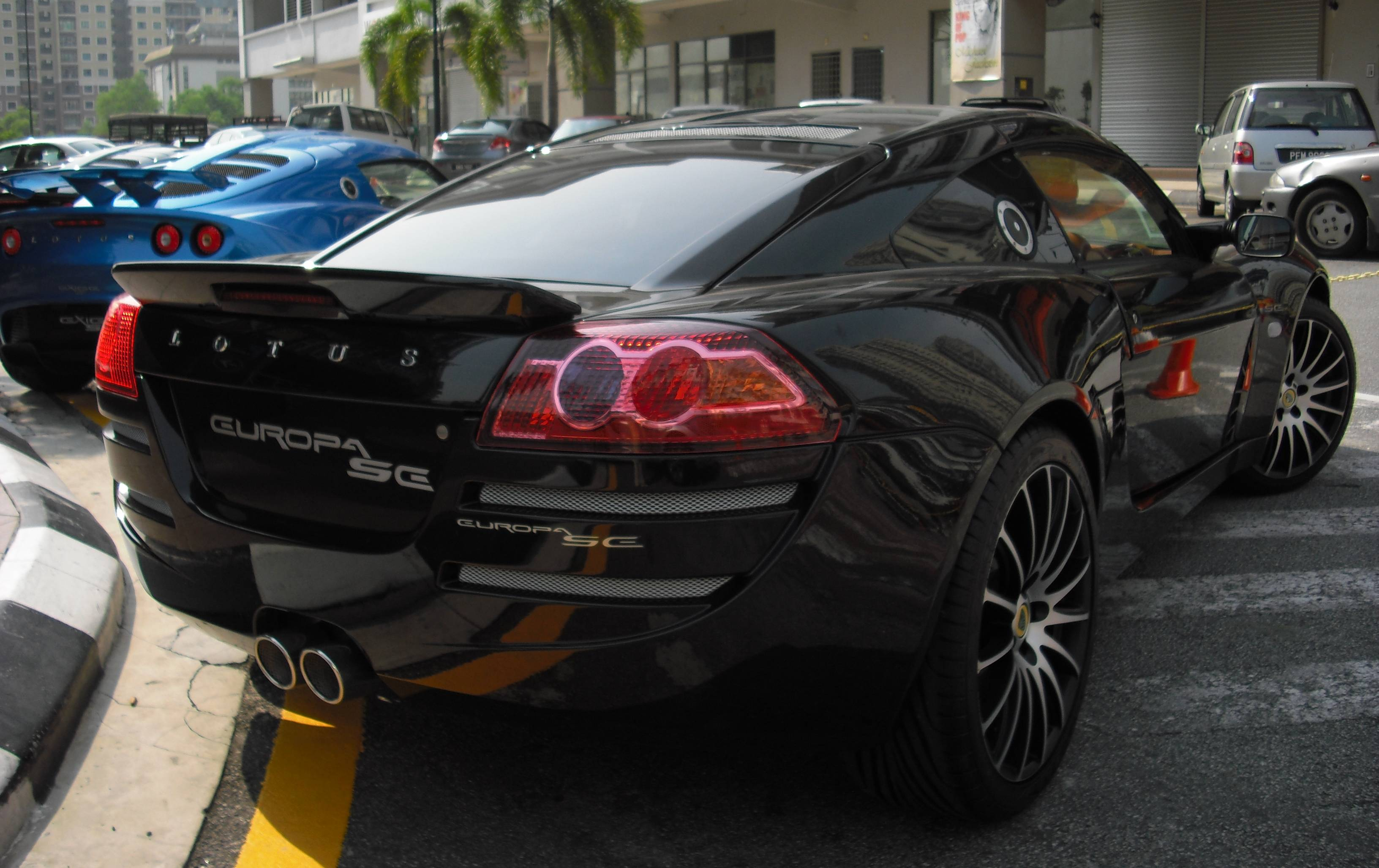
Posteriore Lotus Europa SE

Nel marzo 2008 venne presentata a Ginevra una versione rivista e migliorata della fino ad allora sfortunata Europa S, la SE: il motore Opel venne portato ad erogare 225 CV di potenza, gli interni sono meglio rifiniti e vengono introdotti dei cerchi in lega dal nuovo disegno più aggressivo.
Nel maggio 2010, dopo appena 456 esemplari prodotti (di cui 48 in versione SE), è terminata ufficialmente la produzione della sfortunata Europa del XXI secolo.